# Som šťastný, keď ste šťastní
A Som šťastný keď ste šťastní (magyarul: Örülök, ha boldog vagy) Pavol Hammel és a Prúdy 1972-ben megjelent nagylemeze, melyet a Panton adott ki. Katalógusszáma: 11 0293. 1997-ben CD-n is megjelent.

## Az album dalai

### A oldal
1. Omnia Vincit Amor (3:27)
2. Privreté oči (3:03)
3. Vzdávam sa dámam (2:47)
4. Žltý pes (3:53)
5. Usmej sa, keď odchádzam (2:43)
6. Som šťastný keď ste šťastní (3:09)

### B oldal
1. Budeme si vymýšlať (2:51)
2. Do piesku piš (2:38)
3. Skús to trikom (2:47)
4. Koniec rozprávky (3:38)
5. Môj priateľ smiech (2:40)
6. Kolo, kolo... (2:58)